# Bambuco
El bambuco es un género musical tradicional de los Andes de Colombia y Venezuela. Se caracteriza por su ritmo binario y su melodía suave y sentimental. Tradicionalmente, se interpreta con instrumentos como la guitarra, el tiple (un instrumento de cuerda similar a la guitarra) y el requinto (una variante del tiple), aunque también puede incluir otros instrumentos de cuerdas y percusión.
Tanto la música como la danza del bambuco están estrechamente relacionadas. La danza del bambuco es una expresión coreográfica que acompaña la música y se caracteriza por movimientos suaves y elegantes. En ocasiones, se utiliza un raboegallo "pañuelo" que es manipulado por los bailarines para agregar gracia y belleza a la danza.
En Colombia, fue considerado «El aire nacional» desde el siglo XIX, pero la cumbia a mediados del siglo XX y el vallenato a fines del siglo XX lo desplazaron en esa valoración. El bambuco ha evolucionado a lo largo del tiempo, adaptándose a diferentes regiones y estilos musicales. Ha sido reconocido como símbolo de la identidad cultural colombiana y es considerado un elemento importante en festivales y eventos folclóricos del país.

## Orígenes

### Etimología
El nombre de “bambuco” fue tomado de la palabra “bambuk”, nombre de un río de la región occidental africana, donde se bailaba un ritmo similar, pero no coincide de ninguna manera con el baile del bambuco colombiano. Para otros investigadores su origen es chibcha tesis que se sostiene en: "El Bambuco es un ritmo típico colombiano heredado de los quechuas, los cuales, mientras hacían cerámica acostumbraban interpretarlo; a esta conclusión se llegó debido a que la palabra bambuco deriva etimológicamente de Wampu (Canoa, balsa) y puku (Vasija) dando lugar a Wampu puku (Vasija en forma de canoa), pero luego tras la llegada de los españoles y dado que estos últimos no entendieron bien la pronunciación convirtieron en: Wampuku, y luego en Bambuco que es la palabra comúnmente pronunciada actualmente. 
No obstante, existe otra hipótesis frente a otro posible significado: según otros ku es el posesivo se. Lo que querría decir que muy posiblemente la palabra Bambuco deriva de Wampu ku o sea, que quiere decir canoeros, lo que implicaría que eran (si los había), los canoeros indígenas quechuas o de Colombia los que inventaron el bambuco.

### Definiciones
Existen variadas opiniones sobre los orígenes o raíces de este género. Algunos investigadores sostienen que su origen es americano y la palabra significa "Baile de indios". Pero de todas maneras, su origen, desarrollo, y consolidación se produjeron en la Región andina de Colombia. El bambuco fiestero por su ritmo invita al baile o la danza. En la región del Tolima Grande donde son celebradas las festividades de San Juan y San Pedro.
El bambuco es un aire mestizo.

«Una melodía incierta, íntima, desgarradora, compañera que llora y que al dolor nos despierta. O una risa de placer, instadora, turbulenta, que arrebata, que impacienta, con eléctrico poder. Hay en el más poesía, riqueza, verdad, ternura, que en mucha docta obertura y mística sinfonía es bonita »
Rafael Pombo.

Pedro José Ramírez Sendoya, define el bambuco así:

«Baile Popular Colombiano. Se ha divagado mucho sobre su origen. Isaacs lo creyó nativo de Banbuk, tierra de África Pero este baile no vino de los africanos. Su cuna es el Tolima y su raíz es Paez - Pijao. De Bemb, tribu Pijao según Castillo y Orozco y de Co-Coh, baile indio Literalmente Baile Pijao»
Pedro José Ramírez Sendoya.

De acuerdo a otros académicos como Matilde Chabes de Tobar, Ph.D en musicología de la Universidad de Salamanca, la influencia vasca se nota principalmente en la melodía y los compases del bambuco. Según ella, así como en el zortzico (un ritmo vasco), en el bambuco se encuentran compases anacrúsicos. Defendiendo esta postura, Javier Ocampo López argumenta que:

«Los ritmos vascos, y entre ellos el zortcico, presentan ritmos ágiles, sueltos y alegres, que sirven de soporte a una melodía de acentos quejumbrosos a veces, formando un interesante contraste, muy parecido a nuestro bambuco. Lo cierto es que en las opiniones de músicos y folkloristas españoles se encuentran la relación del bambuco con aires populares hispanos, lo folklórico.»
Javier Ocampo López. 

## Características
El bambuco tiene influencias de las culturas aborígenes, africanas y españolas tanto en su música como en su danza. Desde la época de la independencia se desarrolla en Colombia pero las zonas rurales y pueblos andinos son los que más la practican el bambuco en las celebraciones patrias, en ferias, plazas,centros comerciales y fiestas populares. La esencia del bambuco sigue intacto y muy arraigado en la cultura colombiana. Este ritmo se interpreta con instrumentos de cuerdas y percusión principalmente. En los orígenes del bambuco se usaron la guitarra, triple y la bandola. Y el canto suele ser tradicionalmente en dueto o sea a dos voces.
El amor es el tema de esta danza, por lo que en los movimientos se expresa todo un proceso de coqueteo entre la pareja. El bambuco no es una danza de grupo, ya que siempre es bailada por una pareja y el resto de las personas miran y acompañan pero no participan en la pista de baile. La melodía del bambuco es realmente bella y acompaña muy bien a la danza. Con el paso del tiempo se han realizado versiones de bambuco no tradicionales donde se incorpora una orquesta sinfónica con instrumentos como flauta, pandereta o violín para mejorar la calidad instrumental. También se realizan interpretaciones solistas en este ritmo musical. 
El bambuco es una danza «en donde la pareja es amorosa, al son de flautas y guitarras alterna los distintos pasos con el característico zapateo».

### Ritmo

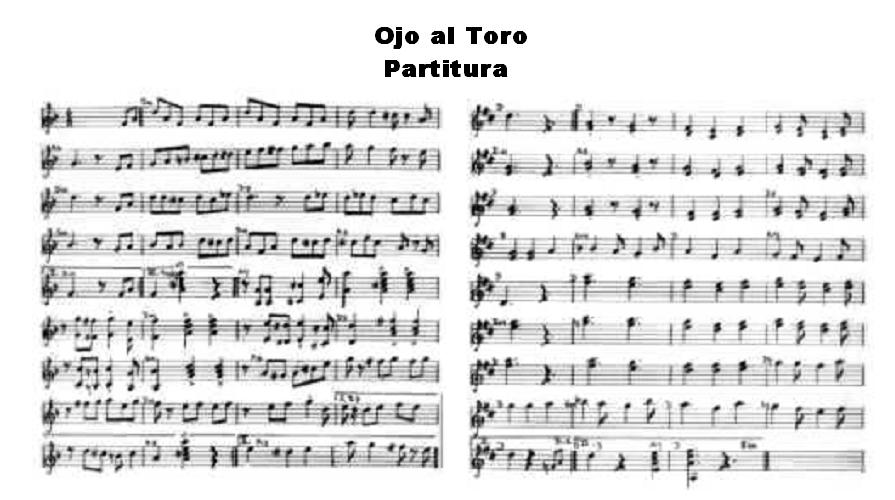
Partitura del bambuco Ojo a5+659l toro, del maestro Cantalicio Rojas.

El bambuco, en la partitura, se escribe en una métrica de compás en 6/8, aunque se puede interpretar en compás de 3/4. Sin embargo, este último ritmo lo convierte en una especie de vals, lo cual le quita su sabor exclusivo, con que debe ser interpretado a 6/8 y por supuesto cantarse en octosílabos.
Por este motivo los músicos lo consideran difícil de interpretar, razón por la cual no se ha difundido en la forma en que lo han hecho ritmos más sencillos como el de la llamada “música caliente” (balada pop y otras), interpretada en ritmos de compás de 2/4 o 4/4.
Posee un marco y un sabor de campo, descriptivo, romántico y nostálgico a veces, pero también se ha utilizado ampliamente para expresar el orgullo y la altivez por la tierra y la raza, tal como lo expone la composición "Soy colombiano" del maestro Rafael Godoy o tan colombianas como "Colombia es amor" del maestro José Jacinto Monroy Franco. Es por ello que la configuración de este género se basa en la expresión de los sentimientos lugareños, regionales o incluso nacionales.
A mi cánteme un bambuco,

de esos que llegan al alma,

cantos que ya me alegraban

cuando apenas decía mamá.

Lo demás será bonito,

pero el corazón no salta,

como cuando a mi me cantan

una canción colombiana.

### Instrumentos
El bambuco colombiano se interpreta básicamente con instrumentos de cuerda y varios de percusión. La guitarra lleva el golpe típico del género con sus bajos y contestantes, el tiple con sus cuerdas metálicas se encarga de producir el “tendido” rítmico de fondo. Algunas veces, el requinto se encarga de los adornos melódicos, y la lira o bandola se encarga de la melodía, la cual, cuando el bambuco es interpretado solo por un dueto, llevaría la guitarra, acompañada del tiple. En las interpretaciones más elaboradas, por ejemplo de escenario o danzas, a veces se incluyen instrumentos de viento como la flauta.
En el bambuco venezolano están presentes el piano, el bajo y la guitarra, teniendo una característica especial en la región andina donde se incorporan la mandolina, el violín, el tiple, el cuatro, el bandolín tachirense y la flauta.

## Vestimenta
Femenino
La blusa blanca o negra en dacrón a la cintura y ceñida al cuerpo con cremallera en la parte posterior. Cuello bandeja, adornada con encaje en poliéster blanco y una arandela en encaje de tul, millaré de siete centímetros de ancho alrededor del cuello. Manga tres cuartos con encaje en poliéster blanco al terminar y randa millaré con lentejuela de ocho centímetros al contorno del brazo.
Masculino
Sombrero blanco, pantalón dril remangado a las rodillas, camisa blanca, pañuelo de seda rojo, cinturón de cuero.

## Expansión y significado cultural
Este género musical se generó en los Andes colombianos, donde floreció "(el florado)" en varios departamentos como Antioquia, Boyacá, Cauca, Cundinamarca, Huila, Caqueta, Nariño, Santander, Norte de Santander, Risaralda y Tolima, convirtiéndose en ícono y símbolo de la música y danza nacionales.
La influencia del bambuco alcanzó tal preeminencia en el país, que dio origen al Festival Folclórico, Reinado Nacional del Bambuco y Muestra Internacional del Folclor, realizado en el departamento del Huila y una de las fiestas folclóricas más importantes de Colombia en la que sus participantes tienen como requisito el baile del bambuco fiestero, "El sanjuanero", el Festival Folclórico Colombiano realizado en el departamento del Tolima en el que el requisito es la danza del bambuco fiestero “El contrabandista”. o el Concurso Nacional del Bambuco, que se realiza desde hace treinta años en Pereira, modalidades vocal e instrumental en diversas categorías, así como el que se realiza en el municipio de San Pedro de los Milagros, ambos la primera semana de noviembre.
En Venezuela es característico de los Andes venezolanos (estados Táchira, Mérida y Trujillo), también se interpreta en los estados Zulia, Lara y en el Distrito Capital.
El bambuco también traspasó fronteras hasta Perú,[cita requerida] Ecuador y México.

## Bambucos típicos
Los personajes que más contribuyeron a la expansión del bambuco en Colombia fueron el tolimense Cantalicio Rojas con innumerables piezas como el bambuco tradicional "Ojo al toro" o el bambuco fiestero "Canta un pijao" emblemático del Tolima y otros como, "El barcino" y "María Manuela", el huilense Jorge Villamil y el músico Pelón Santamarta, con la obra Antioqueñita que se considera una pieza emblemática del bambuco en el departamento de Antioquia. También se encuentra el risaraldense Luis Carlos González, quien compuso alrededor de 60 bambucos entre ellos "La Ruana", "Compañero", "Mi Casta", "Pereira" y "Callecita Morena", "Ajena", "Recuerdos", "Camino y Tarde", entre otros. En la actualidad, se encuentra el también pereirano César Augusto Mejía Anicharico, director del Dueto Mejía y Valencia, cuya agrupación, con más de 30 años de vida y obra musical, ha representado a Colombia en diversos escenarios internacionales, y quien ha compuesto alrededor de 30 bambucos "Amigo", "Nunca es tarde", "Nostalgia", y entre ellos, su obra más representativa "Contratiempos", elegida durante el año 2010 como Patrimonio Cultural Nacional por el Ministerio de Cultura de Colombia, en el marco del Bicentenario de la Independencia Nacional, siendo así junto con "La Ruana" de Luis Carlos González una de las dos Obras elegidas por el departamento de Risaralda en esta Publicación para el Banco Virtual de Partituras del Plan Nacional de Música. De Venezuela existe "Aire de Verde Montaña" de Luis Felipe Ramón y Rivera, así como también "Brisas del Torbes" del mismo autor.
En el departamento de Nariño se resalta el bambuco La Guaneña, canción usada como himno de guerra durante las batallas de la independencia y en conflictos posteriores, como la guerra de los Mil Días y la guerra colombo-peruana. Pieza considerada de los bambucos más antiguos de que se tenga conocimiento.
En el departamento de Norte de Santander, específicamente en Ocaña, resalta el bambuco Ocañerita, compuesto por Miguel Ángel Pacheco Quintero y música de Rafael Contreras Navarro, el cual fue el himno oficial de la población por muchos años.
Por otro lado, el bambuco venezolano ha tenido distintos exponentes, algunos de ellos son Luis Felipe Ramón y Rivera con Brisas del Torbes y El regreso, Jesús Corrales con Tierra tachirense, Marco Antonio Rivera Useche con Canto al Uribante y Mañanitas navideñas, Napoleón Lucena con Hendrina, Augusto Brandt Tortolero con Tu partida y Manuel Enrique Pérez Díaz con Serenata.
En la actualidad se cuenta con nuevos cultores de los diferentes ritmos de la región andina colombiana entre estos Gentil Montaña con obras como "El tolimense", el maestro Luis Enrique Aragón Farkas con gran número de composiciones entre ellas, "Como si fueras La Luna". Un enfoque actual propuesto por el músico venezolano Carlos Morean con su pieza El bambuquito, también se cuenta con el pianista y compositor bogotano Germán Darío Pérez Salazar que promueve en el trabajo con las dos agrupaciones que dirige:Trío Nueva Colombia y Síncopa-Cinco, el maestro Armando Martínez Castañeda, organista y pianista quien imprime con sus instrumentos una sonoridad sobria y clásica,
también el cantautor antioqueño John Jairo Torres de la Pava con sus bambucos Tus besos, Quién dijo, Navegante y Mis deudas.